# Е-6 № 2
Е-6 № 2 — советская автоматическая межпланетная станция серии «Е-6» для изучения Луны и космического пространства. Была первой из запущенных однотипных АМС серии «Е-6» (и первой в партии из трёх изготовленных АМС этой серии). Полётное задание предполагало мягкую посадку на поверхность Луны.
В составе АМС находились магнитометр (разработка ИЗМИР АН СССР), сейсмограф (разработка ИФЗ АН СССР), счётчик космических излучений, телевизионная камера.
4 января 1963 года в 08:49 UTC (11:49 МСК) со стартовой площадки № 1 космодрома Байконур был осуществлён пуск ракеты-носителя «Молния», которая вывела АМС «Луна-4С» с разгонным блоком на промежуточную околоземную орбиту с параметрами: наклонение орбиты — 64,9°; период обращения — 87,5 мин; минимальное расстояние от поверхности Земли (в перигее) — 151 км; максимальное расстояние от поверхности Земли (в апогее) — 151 км. Запланированный старт с промежуточной орбиты в сторону Луны не состоялся из-за потери питания переменным током в четвёртой ступени — разгонном блоке «Л». Станция с разгонной ступенью продолжала передавать телеметрическую информацию, которая показала нормальное функционирование всех систем АМС, за исключением пневмосхемы системы ориентации, где была выявлена негерметичность. 11 января 1963 года «Луна-4С» прекратила своё существование, войдя в плотные слои атмосферы.
Космический запуск был первым в 1963 году. С этого объекта началась нумерация искусственных космических объектов по системе международного идентификатора COSPAR ID, продолжающаяся по настоящее время. АМС «Е-6 № 2» получила идентификатор 1963-001B.